# 中華民國駐馬紹爾群島大使館

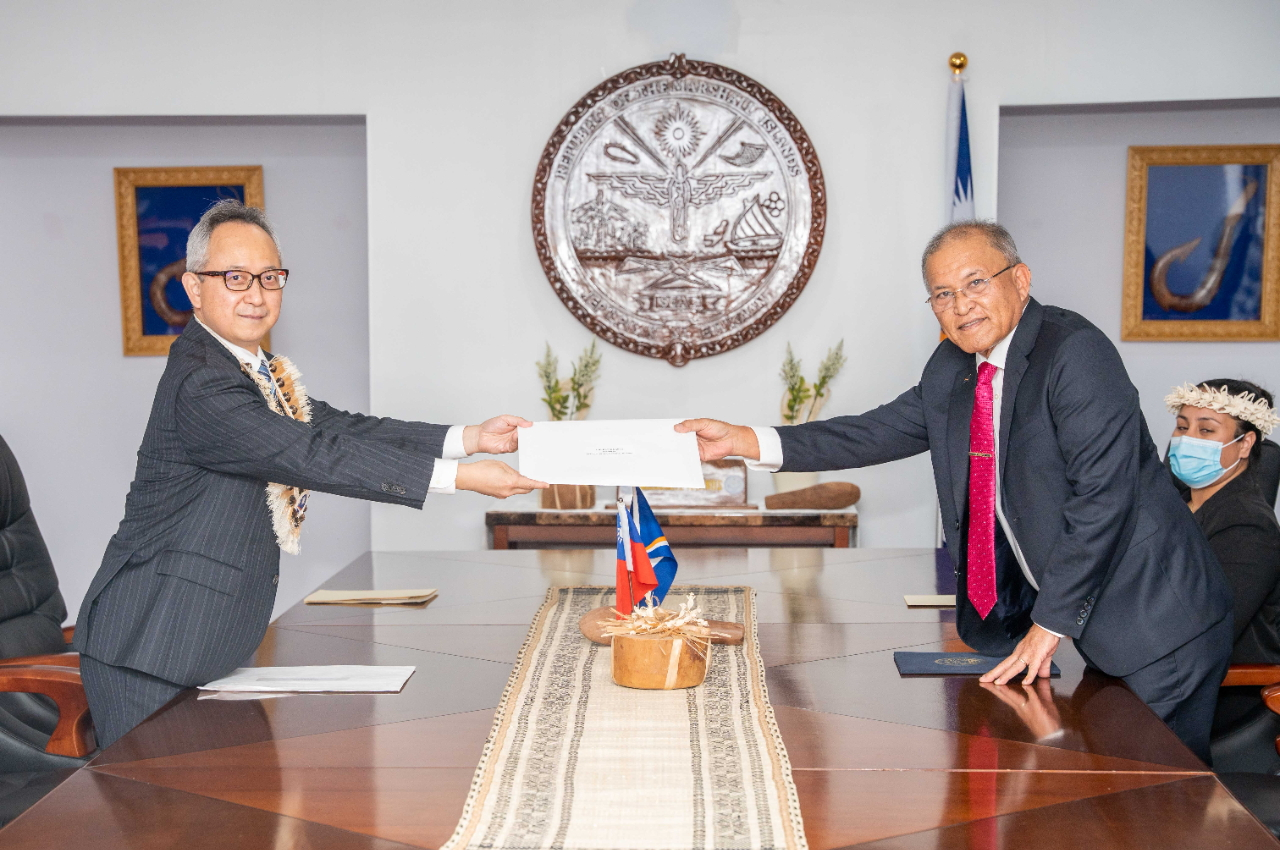
夏季昌向馬紹爾群島總統柯布亞(David Kabua)呈遞到任國書

中華民國駐馬紹爾群島共和國大使館（英語：Embassy of the Republic of China (Taiwan), Majuro, Republic of the Marshall Islands）是中華民國駐在馬紹爾群島首都馬久羅的大使館。兩國自1998年起維持著外交關係。
馬紹爾群島設於中華民國的相對機構為馬紹爾群島駐華大使館。
中華民國於密克羅尼西亞聯邦並無派駐使節，而由駐馬紹爾群島大使館兼轄對大使館兼轄對密克羅尼西亞聯邦事務。

## 外部連結
- 馬紹爾群島大使館 （页面存档备份，存于）